# آبورفیلد گاریسون
آبورفیلد گاریسون (به انگلیسی: Arborfield Garrison) یک روستا در بریتانیا است که در ووکینگهام واقع شده‌است.